# La Ferté-Bernard
La Ferté-Bernard é uma comuna francesa na região administrativa do País do Loire, no departamento de Sarthe. Estende-se por uma área de 14.96 km². Em 2010 a comuna tinha 9 189 habitantes (densidade: 614,2 hab./km²).